# U-Bahn-Station Rathaus
Rathaus is een metrostation in het district Innere Stadt van de Oostenrijkse hoofdstad Wenen en werd geopend op 8 oktober 1966 onder de naam Friedrich-Schmidt-Platz.

## Pre-metro
In november 1963 werd begonnen met de bouw van een tramtunnel onder de zogeheten Lastenstraße om ruimte aan het autoverkeer te geven. Deze tramtunnel kreeg vier ondergrondse haltes waarvan de noordelijkste bij de Friedrich-Schmidt-Platz, aan de achterkant van het raadhuis, kwam. Door de geringe diepte is er geen ondergrondse verdeelhal maar komen de reizigers vanaf de straat meteen op perronniveau. De perrons werden versprongen aangelegd omdat destijds werd verwacht dat reizigers ook ondergronds de sporen aan de voorkant van tram zouden kunnen oversteken. Deze ondergrondse oversteek lag onder het kruispunt van de Lichtenfelsgasse en de Landesgerichtsstraße. Het perron voor de zuidelijke richting ligt ten noorden van het kruispunt aan de westkant van het spoor en kent ook een uitgang “Floriangasse” aan het noordeinde van het oorspronkelijke tramperron. Voor de noordelijke richting ligt het perron aan de oostkant van het spoor ten zuiden van het kruispunt en ook daar is een tweede uitgang, hier aan de zuideinde van het oorspronkelijke tramperron met een opgang aan de “Stadiongasse”. De oversteekmogelijkheid werd later gesloten.

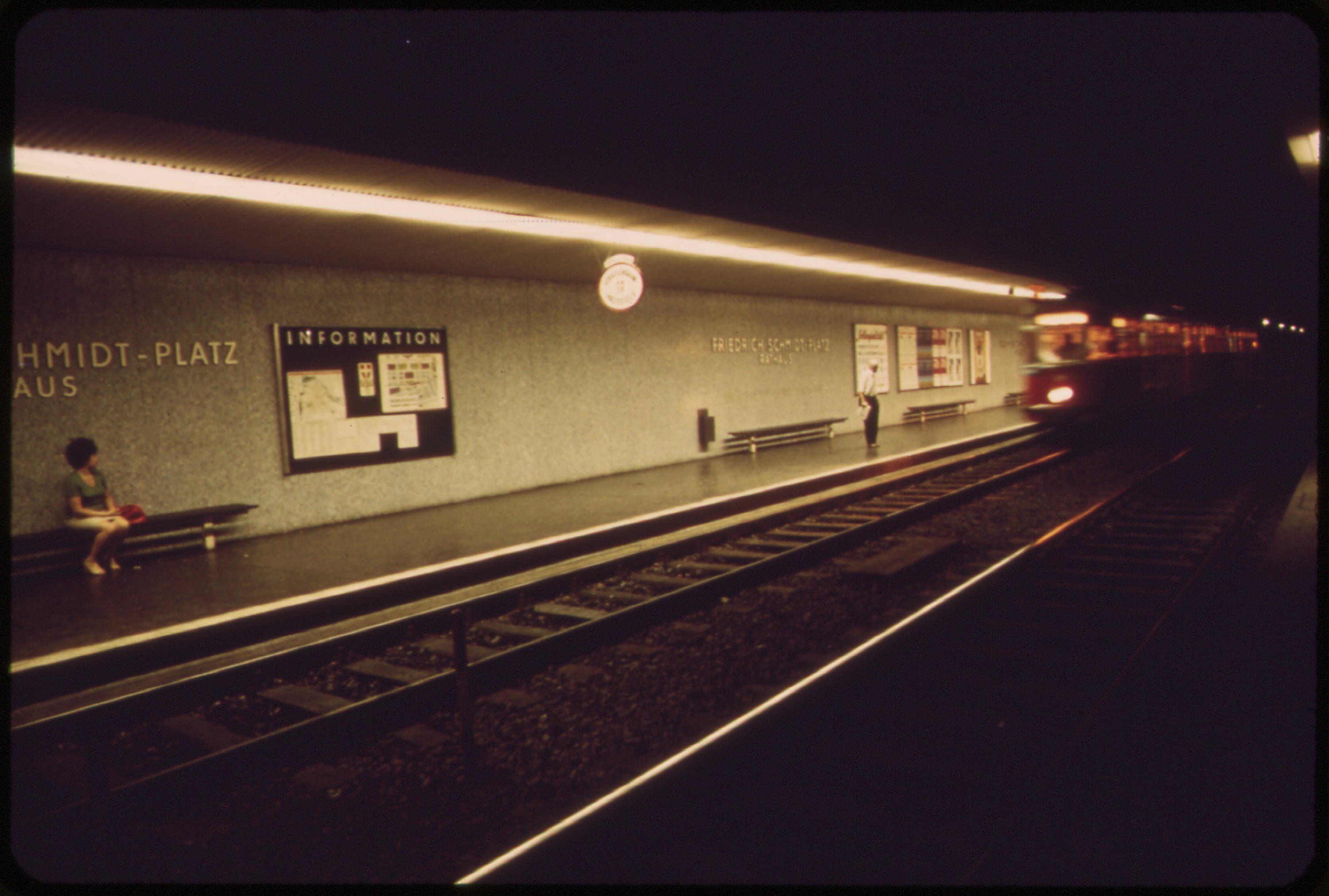
Het station in 1973
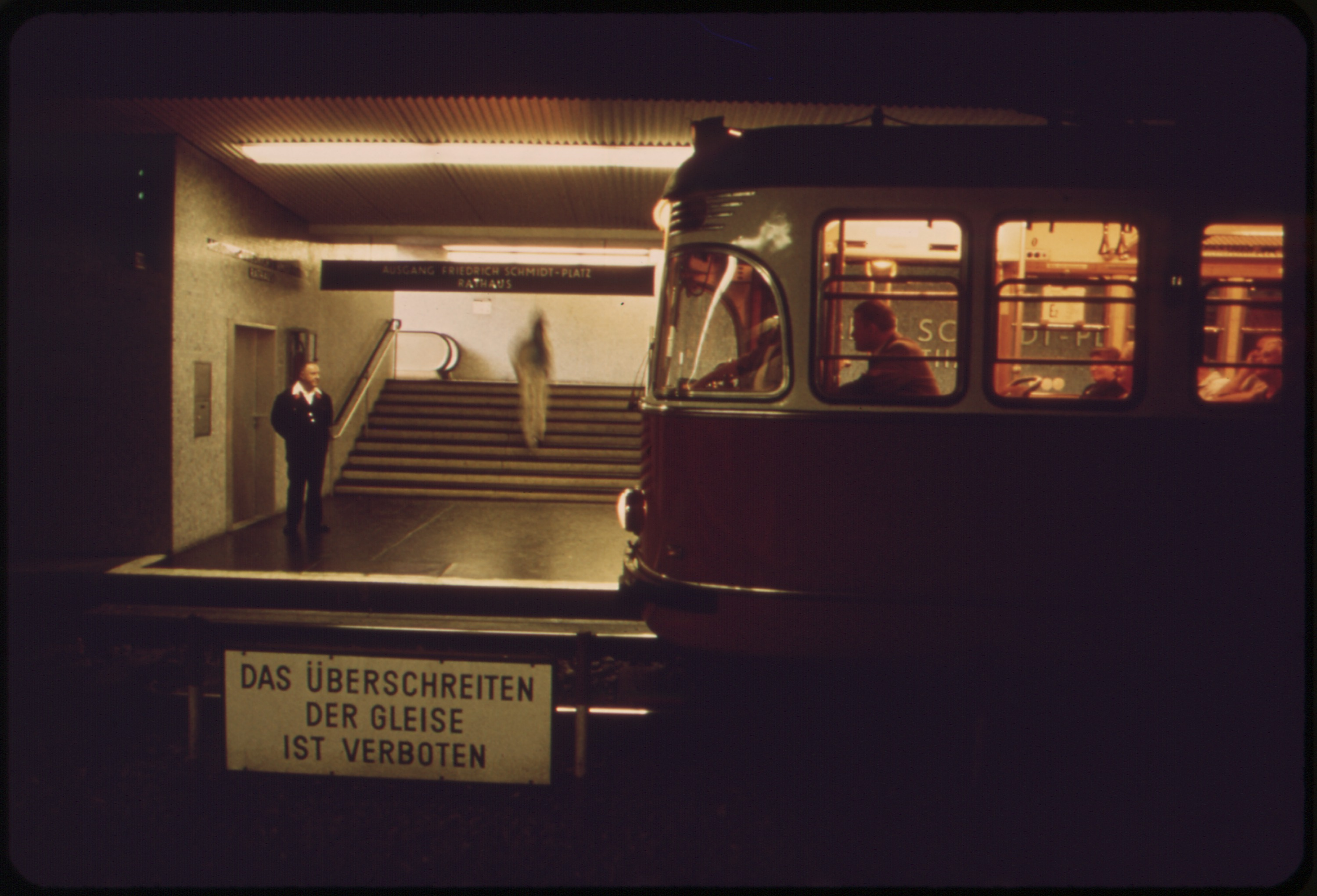
De gesloten oversteek
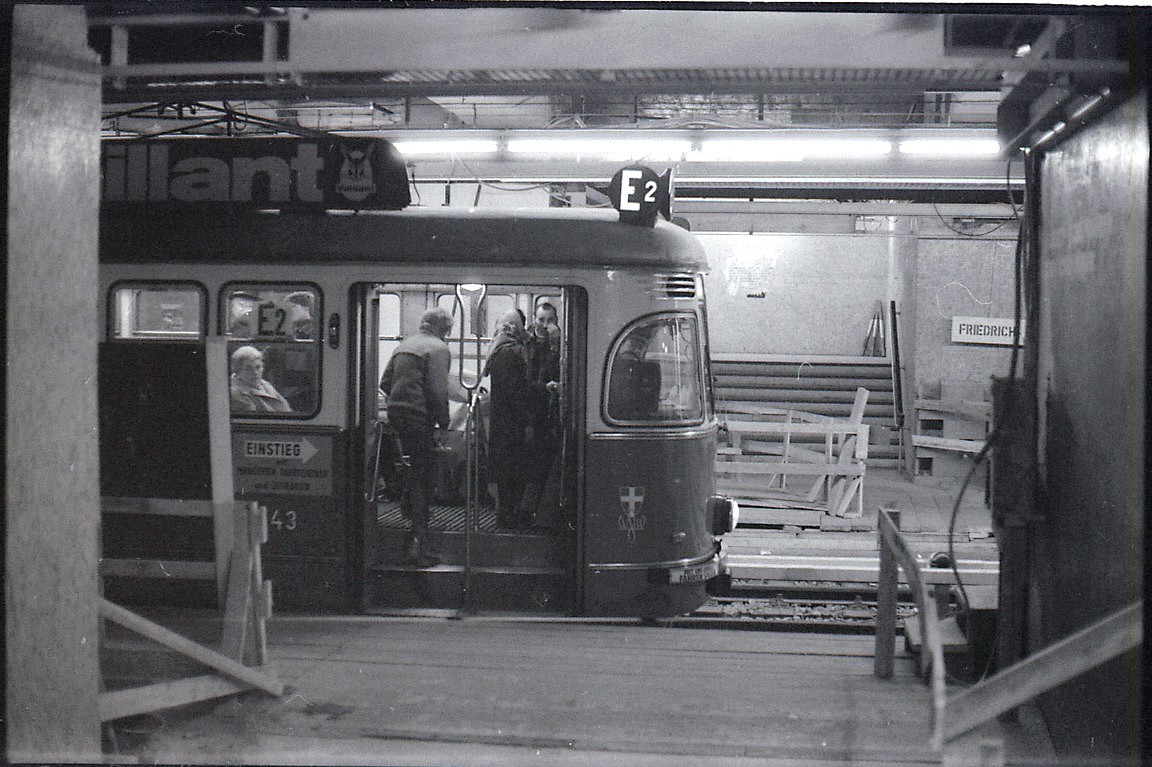
De ombouw van het station in 1980

## Metro
Op 26 januari 1968 besloot de gemeenteraad tot de aanleg van een metro en niet langer in te zetten op tramtunnels. De tunnel onder de Lastenstraße was al gebouwd met een gebruik door een metro in het achterhoofd en werd dan ook opgenomen als onderdeel van de eerste bouwfase. Om het station geschikt te maken voor de metro werden de perrons 70 cm verhoogd, de tegeltjes op de wanden werden gehandhaafd. De helling ten noorden van het station werd vervangen door een verlenging van de tunnel richting Schottentor. De ombouw vond plaats in 1979 en 1980 en op 30 augustus 1980 werd de metrodienst op de U2 gestart, waarbij ook de naam van het station werd gewijzigd in Rathaus. De erfenis van het tram tijdperk was wel dat de perrons korter waren dan standaard metroperrons. Door de korte perrons konden slechts vierbaks metro's worden ingezet hetgeen werd gecompenseerd door een hogere frequentie. In 2003 zijn de perrons alsnog verlengd zodat ook hier zesbaks metro's kunnen worden ingezet.

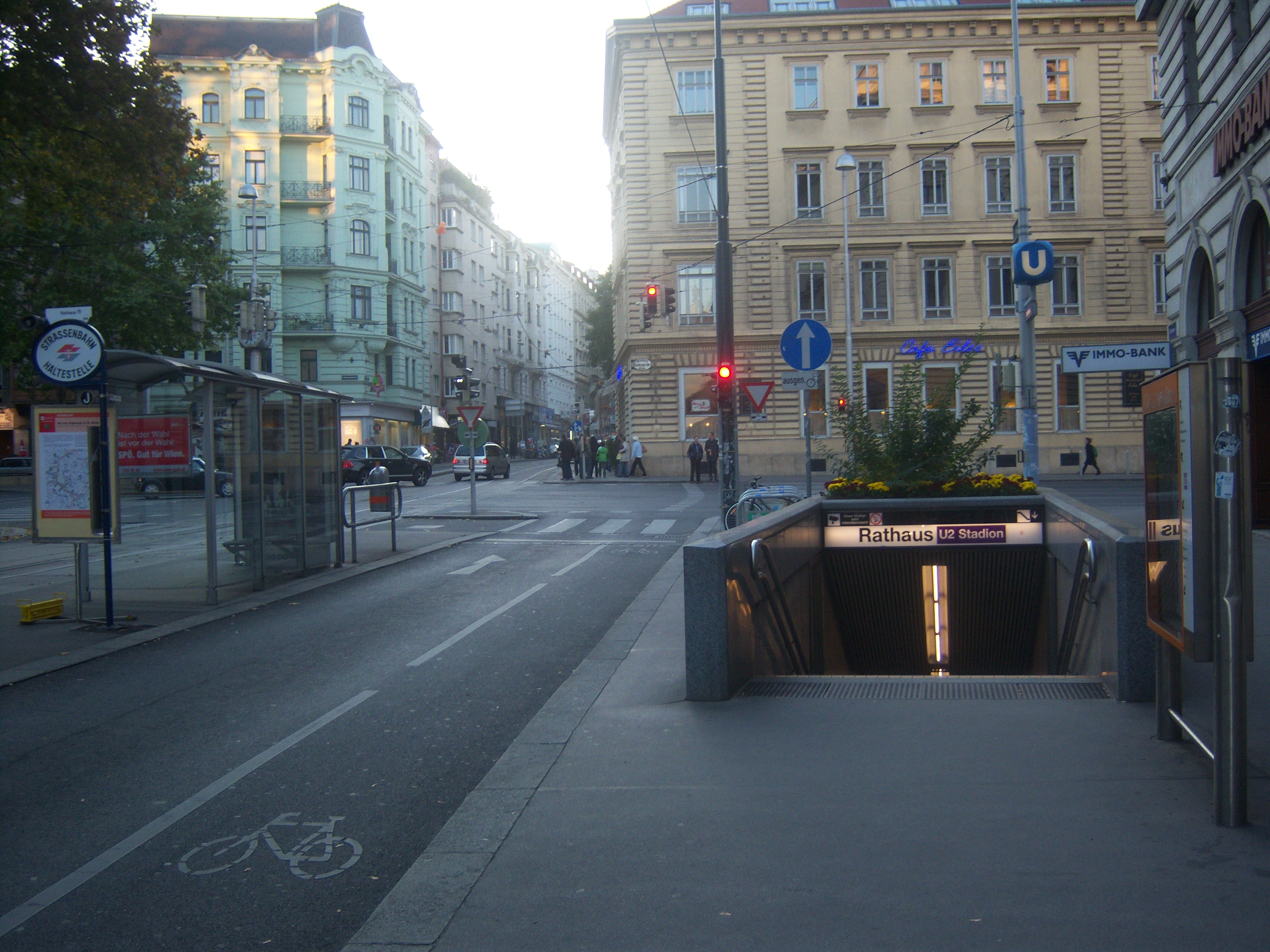
De opgang bij de Stadiongasse
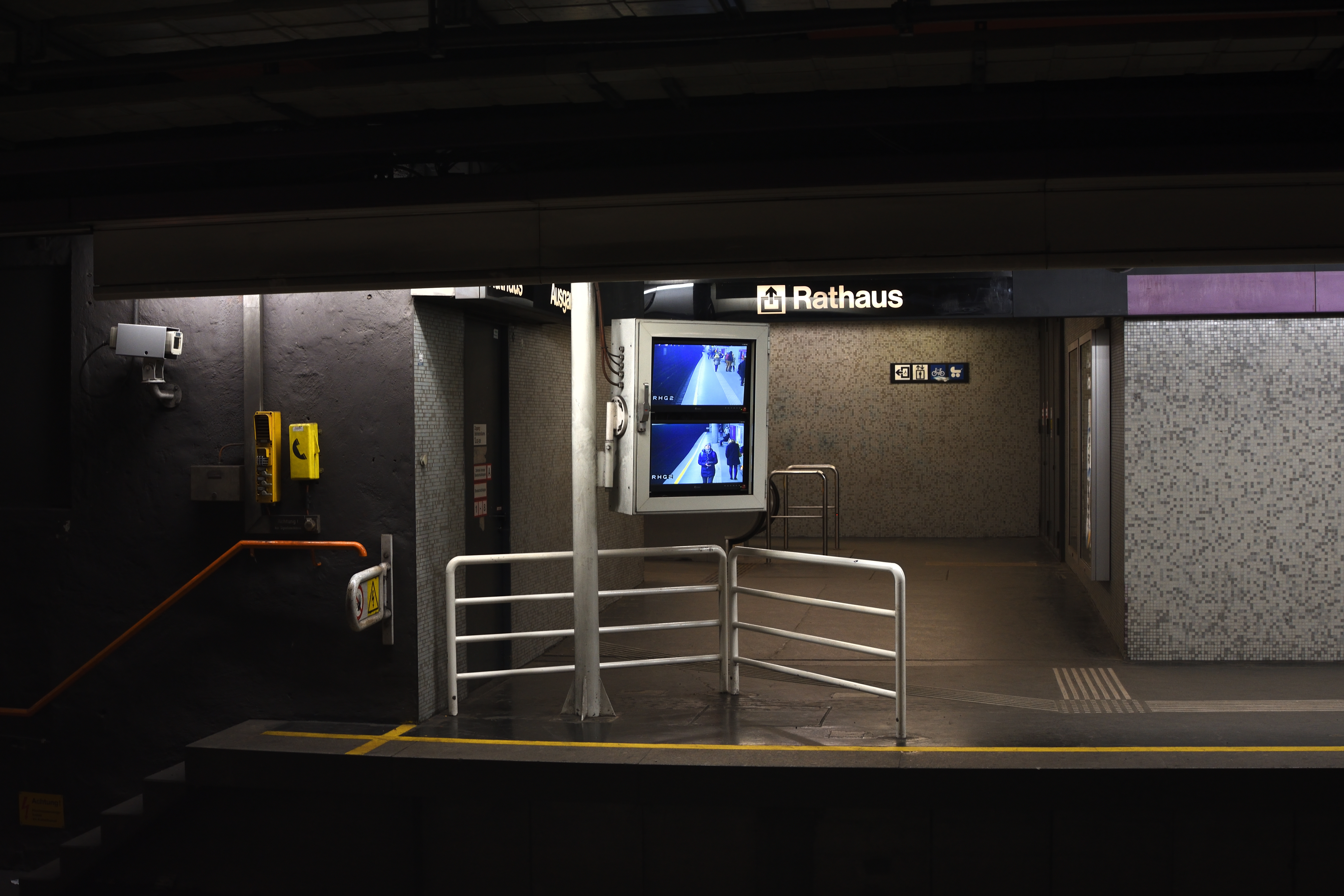
Ter hoogte van de voormalige oversteek op 6 februari 2019
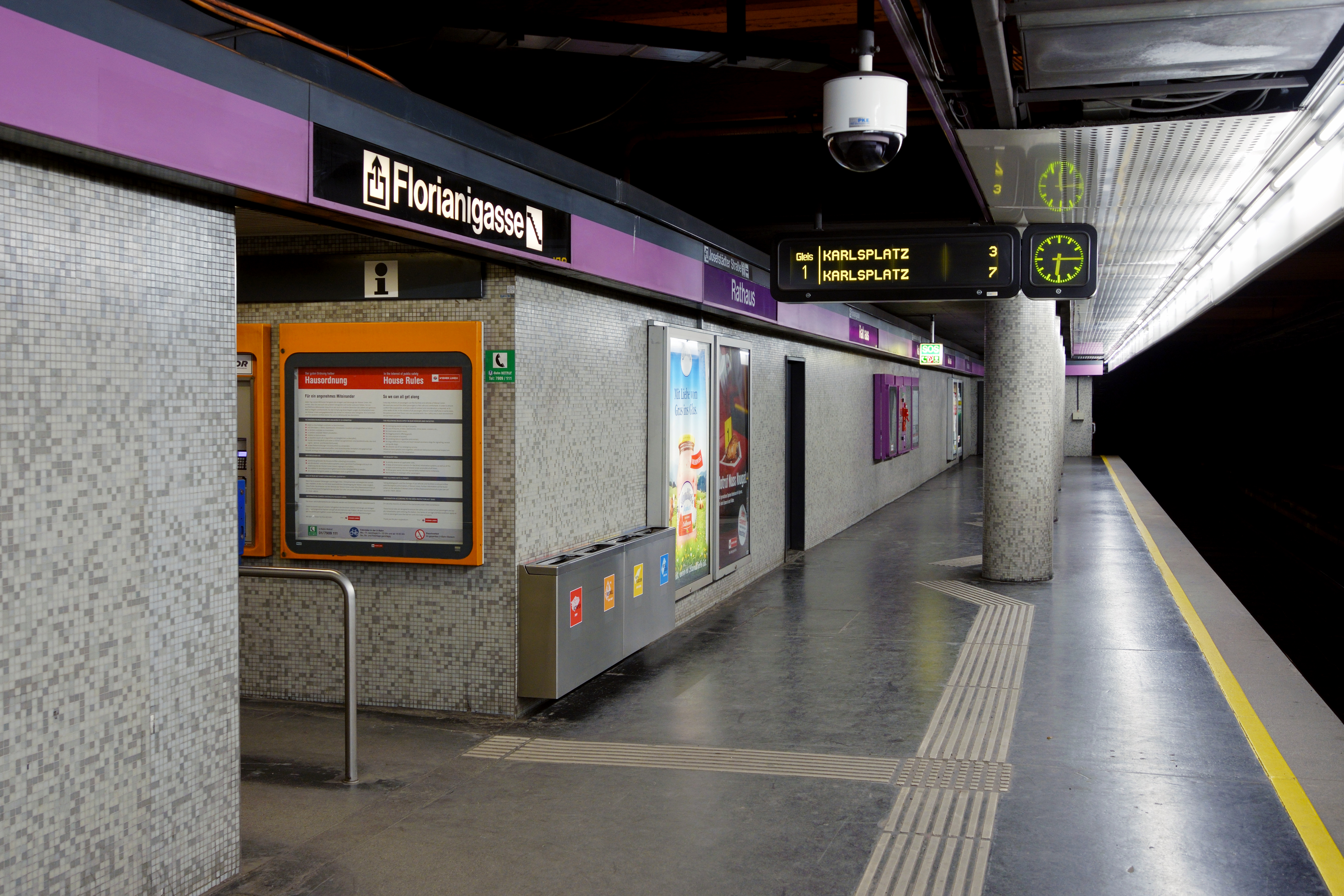
Zuilen op de perronverlenging

In 2014 werd het plan “Linienkreuz U2xU5” gepresenteerd waarin de tunnel onder de Lastenstraße onderdeel wordt van de nieuwe U5. Voor de nieuwe zuidtak van de U2 zal op 30 meter diepte een nieuw dubbelgewelfdstation onder de Lastenstraßetunnel worden gebouwd. Aan de zuidkant komt bij de Josefstädterstraße een nieuwe verdeelhal, die toegang biedt aan de nieuwe U2, met een uitgang naast de tramhalte. De toegangen in het midden van het station zullen verbonden worden met de diepgelegen perrons van de nieuwe U2. Om het diepgelegen stationsdeel te kunnen bouwen moet de bestaande fundering worden versterkt. De werkzaamheden begonnen op 28 mei 2021 waarbij de U2 perrons in de Lastenstraßetunnel (Rathaus, Volkstheater, Museumsquartier en Karlsplatz) werden gesloten om ze geschikt te maken voor de komst van de U5. De U5 wordt de eerste automatische metro van Wenen en de bestaande perrons zijn dan ook voorzien van perrondeuren. De opening van de U5 staat gepland voor 2026, de opening van de zuidtak van de U2 voor 2027. De stations in de Lastenstraßetunnel zijn tijdens de ombouw ook geheel opgeknapt. Schottentor deed tot 6 december 2024 dienst als westelijke eindpunt van lijn U2. Sindsdien rijdt de U2, in afwachting van de opening van de U5, weer door de Lastenstraßetunnel van en naar Karlsplatz.  
- Library of Congress Control Number: n90622355
- Nationale Bibliotheek van Israël: 987007417057805171
- Virtual International Authority File: 122534392